# Рыскулбеков, Муса Рыскулбекович
Муса Рыскулбекович Рыскулбеков (1911—2010) — советский и киргизский экономист, кандидат экономических наук (1947), профессор (1960), Заслуженный деятель науки Киргизии (1994), Народный учитель Киргизии (2001).

## Биография
Муса Рыскулбеков родился 23 декабря 1911 года в селе Байтик, Аламудунский район, Чуйская область. Являлся потомком Байтика Канаева, из-за чего его отказывались брать в школу как родственника «врага народа». В 15 лет был зачислен в интернат в Ауле-Ате, где отучился два года. В 1928 году был зачислен в Контторгуч, но спустя год его отчислили из-за неблагонадёжного происхождения. Работал делопроизводителем на животноводческом комбинате. В 1936 году окончил экономический факультет Самаркандского института народного хозяйства, в 1951 году — докторантуру Института экономики АН Киргизской ССР.
Преподавал в финансово-экономическом техникуме, с 1940 по 1943 год работал директором Фрунзенского экономического техникума. Работал референтом Совнаркома Киргизской ССР, Был председателем Горплана (1937—1939), Облплана Бухарской области, УзССР, председателем Облплана Фрунзенской области (с 1939), народным комиссаром просвещения (1941—1945), заведующим отделом Киргизского филиала АН СССР, в 1947 году был назначен заместителем председателя Госплана Киргизской ССР. До 1955 года был старшим научным сотрудником Института экономики АН Киргизской ССР, в 1957 году стал заведующим кафедрой Киргизского государственного медицинского института, в 1958 году стал проректором Киргизского государственного университета, был заведующим кафедрой, профессором кафедры. С 1993 года — профессор-консультант КГНУ.
Специалист в области экономики народного хозяйства. В Госплане отвечал за развитие местной и кооперативной промышленности. В 1947 году он защитил кандидатскую диссертацию в Институте экономики Академии наук Узбекской ССР на тему «Развитие мясной промышленности и ее сырьевых ресурсов». Первый киргиз, защитивший учёную степень кандидата экономических наук.
Член президиума Научно-методического совета Министерства высшего и среднего специального образования СССР по секции «Экономическая история», был приглашён для чтения лекции на тему: «Экономическое и культурное развитие КР» в Университет Дружбы Народов имени Патриса Лумумбы для иностранных студентов.
Награждён орденами Ленина, Трудового Красного Знамени, двумя Знаками Почёта, 15 медалями СССР, Грамотой и Почётной грамотой Верховного Совета Киргизской ССР. Почётный гражданин Бишкека. 29 сентября 2011 года его имя было присвоено Киргизскому экономическому университету.
Автор свыше 200 научных работ, в том числе пяти монографий. Подготовил 12 кандидатов наук.
Был женат на таджичке Мусаббехе, дочери судьи, у пары было четверо дочерей и сын.

## Труды
- Экономическое значение присоединения Киргизии к России. 1959.
- Переход киргизов от кочевого скотоводства к социалистическому хозяйству. М.: Изд-во восточной литературы, 1960.
- Экономические связи Киргизской ССР с братскими республиками по строительству социализма. Фрунзе, «Кыргызмамбас», 1961.
- Экономическое сотрудничество Киргизской ССР с союзными республиками и странами социализма. Фрунзе: Киргосиздат, 1962.
- Пособие по экономической истории Киргизии для студентов-заочников экономического факультета КГУ. Фрунзе: Мектеп, 1965.
- Средняя Азия / Экономическая история СССР и зарубежных стран: учебник. М.: Высшая школа, 1972 (в соавт.).
- Экономическая политика КПСС — главный источник строительства коммунизма. Фрунзе: Кыргызстан, 1974.